# 丹·克伦肖
丹尼爾·里德·克伦肖（1984年3月14日—）是一名美国政治家和前美国海军海豹突击队军官，他自2019年以来在美國眾議院担任德克萨斯州第二选区的国会议员。作为共和党成员，他在2018年的中期选举中赢得选举。

## 早年生活和教育
克伦肖在英國苏格兰的阿伯丁出生，但在德克萨斯州的卡蒂长大。。父母都是美國人。在克伦肖十岁时他的母亲就因癌症去世了。他的父亲从事石油行业，在此期间克倫肖曾拜访过厄瓜多尔和哥伦比亚，并熟通西班牙语。
克倫肖于2006年毕业于塔夫茨大学。他于2017年9月获得了哈佛大学肯尼迪政府學院的公共管理硕士学位 并担任国会议员皮特·賽軒的军事助理。

## 兵役
在就读塔夫茨大学期间，他加入了预备役军官训练团，并在毕业后正式加入美国海军。他在海军海豹突击队服役了十年，并且出兵海外五次，达到了海軍少校的级别。克伦肖是海豹突击队三队的成员。
在2012年克伦肖在阿富汗赫尔曼德省服役的期间，他的小组踩中土制地雷，他前面的队友当场毙命。他因此失去了右眼，左眼的视力也是手术后才挽救回来的。受伤后，他又被部署到巴林和韩国。作为一名海豹突击队员，他获得了两枚铜星奖章、紫心勋章，以及荣誉海军优秀服务勋章。他于2016年从军队退役

## 美国众议院经历

#### 2018年选举
在2018年的选举中，克伦肖开始竞选德克萨斯州第二选区的美国众议院議員，接替即將退休的泰德·波伊。他在2018年2月的一次采访中表示他将主张边境安全和移民改革 

## 选举数据
| 政党     | 政党       | 候选人          | 投票    | ％       |
| -------- | ---------- | --------------- | ------- | -------- |
|          | 共和党     | 丹克伦肖        | 139,188 | 52.8％   |
|          | 民主党     | Todd Litton     | 119,992 | 45.6％   |
|          | 自由意志黨 | Patrick Gunnels | 2,373   | 0.9％    |
|          | 独立       | Scott Cubbler   | 1,839   | 0.7％    |
| 总投票数 | 总投票数   | 总投票数        | 263,392 | 100.00％ |

## 个人生活
克伦肖于2013年与塔拉·布莱克（Tara Blake）结婚。他是一名循道宗信徒。